# 卡達姆湖
61°32′28″N 53°59′00″E / 61.541094°N 53.983386°E
卡達姆湖（俄语：Кадам），是俄羅斯的湖泊，位於該國西北部，由科米共和國負責管轄，處於烏斯季庫洛姆區，長3公里、寬2.5公里，面積3.5平方公里，海拔高度105米，湖岸線長度8.5公里。